# Риску, Элина
Элина Риску (фин. Elina Risku; род.7 марта 1992 года) — финская конькобежка, участница зимних Олимпийских игр 2018 года. 10-кратная чемпионка Финляндии в многоборье, 23-кратная на одиночных дистанциях.

## Биография
Элина Риску родилась в Сейняйоки, где и начала кататься на коньках в возрасте 2-х лет, а в возрасте 5 лет она начала заниматься конькобежным спортом профессионально. В 2009 году начала выступления на юниорских чемпионатах Финляндии, и в 2002 году она впервые заняла 2-е место среди юниоров. Через год выиграла национальный юниорский чемпионат. Следующий успех пришёл в 2005 году на молодёжном чемпионате в спринте, где она стала первой в многоборье.
В 2009 году Риску дебютировала на юниорском чемпионате мира, а через год и на Кубке мира среди юниоров, в том же 2010 году впервые заняла 2-е места на взрослом чемпионате Финляндии в спринте и на одиночной дистанции 500 м. В 2011 году она выиграла все национальные чемпионаты и среди юниоров и среди взрослых, а в 2012 году выиграла чемпионат и в классическом и спринтерском многоборье и отправилась на спринтерский чемпионате мира в Калгари, где заняла последнее 27-е место в многоборье. 
Через год на чемпионате мира в Солт-Лейк-Сити заняла 30-е место, в 2014 году стала 24-й в Нагано, а в 2015 заняла 25-е место в в Астане. В 2016 году участвовала на дистанции 500 м на чемпионате мира на отдельных дистанциях в Коломне и заняла 24-е место.
В 2017 году Риску дебютировала на чемпионате Европы в спринтерском многоборье в Херенвене, заняв там 16-е место. В 2018 году на чемпионате Европы на отдельных дистанциях в Коломне заняла 16-е место в забеге на 1000 м и 11-е на 500 м. В феврале на зимних Олимпийских играх в Пхёнчхане Элина заняла 28-е место на дистанции 500 м с результатом 39,36 сек., и стала первой женщиной, которая представляла Финляндию в олимпийском конькобежном спорте за 38 лет. Предыдущей была её мать Аннели Репола, которая каталась на зимних Олимпийских играх в Лейк-Плэсиде 1980 года.
В Чанчуне на чемпионате мира в спринтерском многоборье стала 15-й в общем зачёте. В мае она объявила о том что завершает карьеру. 19 января 2019 года она заняла 3-е место в командном  спринте на чемпионате Финляндии и официально завершила карьеру спортсменки.

## Личная жизнь
Элина Риску выпускница колледжа физических упражнений и хорошего самочувствия, лицензированный диетолог и с 2016 года работает личным тренером в компании социального обеспечения, тренером по питанию и техническим директором по фигурному катанию. Элина замужем за бейсболистом Матти Корхоненом, с которым начала встречаться ещё в 2014 году, а в ноябре 2019 года у них родилась дочь Вивии. У неё также есть два старших брата, которые также занимались, как и её мать конькобежным спортом.